# Warrington
Warrington – miasto położone na zachodnim wybrzeżu Anglii, w hrabstwie ceremonialnym Cheshire, w dystrykcie (unitary authority) Warrington, nad rzeką Mersey. W 2001 roku miasto liczyło 80 661 mieszkańców.
W mieście rozwinął się przemysł maszynowy, elektrotechniczny, włókienniczy, chemiczny, drzewny, szklarski oraz spożywczy.

## Miasta partnerskie
- Jaroměř
- Náchod
- Hilden
- Lake County
- Česká Skalice

## Ludzie związani z miastem
- Kerry Katona — brytyjska modelka i wokalistka
- Jesse Lingard – piłkarz reprezentacji Anglii, pomocnik ofenswny